# 维莱菲兰
维莱菲兰（法語：Vy-lès-Filain，法語發音：[vi lɛ filɛ̃]，意为“菲兰附近的维”）是法国上索恩省的一个市镇，属于沃苏勒区。

## 地理
维莱菲兰（47°30'44"N, 6°11'47"E）面积5.31 平方千米，位于法国勃艮第-弗朗什-孔泰大區上索恩省，该省份为法国东部内陆省份，北起顺时针与孚日省、贝尔福地区省、杜省、汝拉省、科多尔省和上马恩省接壤。
与维莱菲兰接壤的市镇（或旧市镇、城区）包括：利诺特河畔当皮埃尔、欧图瓦松、菲兰、丰特努瓦莱蒙博宗、利诺特河畔罗什和索朗莱科尔迪耶。

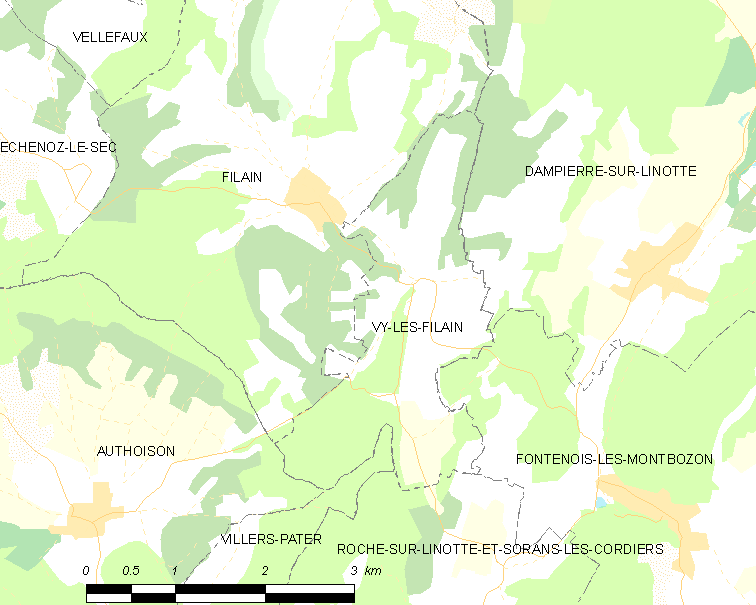
维莱菲兰的OSM定位图

维莱菲兰的时区为UTC+01:00、UTC+02:00（夏令时）。

## 行政
维莱菲兰的邮政编码为70230，INSEE市镇编码为70583。

## 政治
维莱菲兰所属的省级选区为里奥县。

## 人口

1962-2008年间维莱菲兰人口变化图示

维莱菲兰于2022年1月1日时的人口数量为139人。